# Elektrozavodskaja

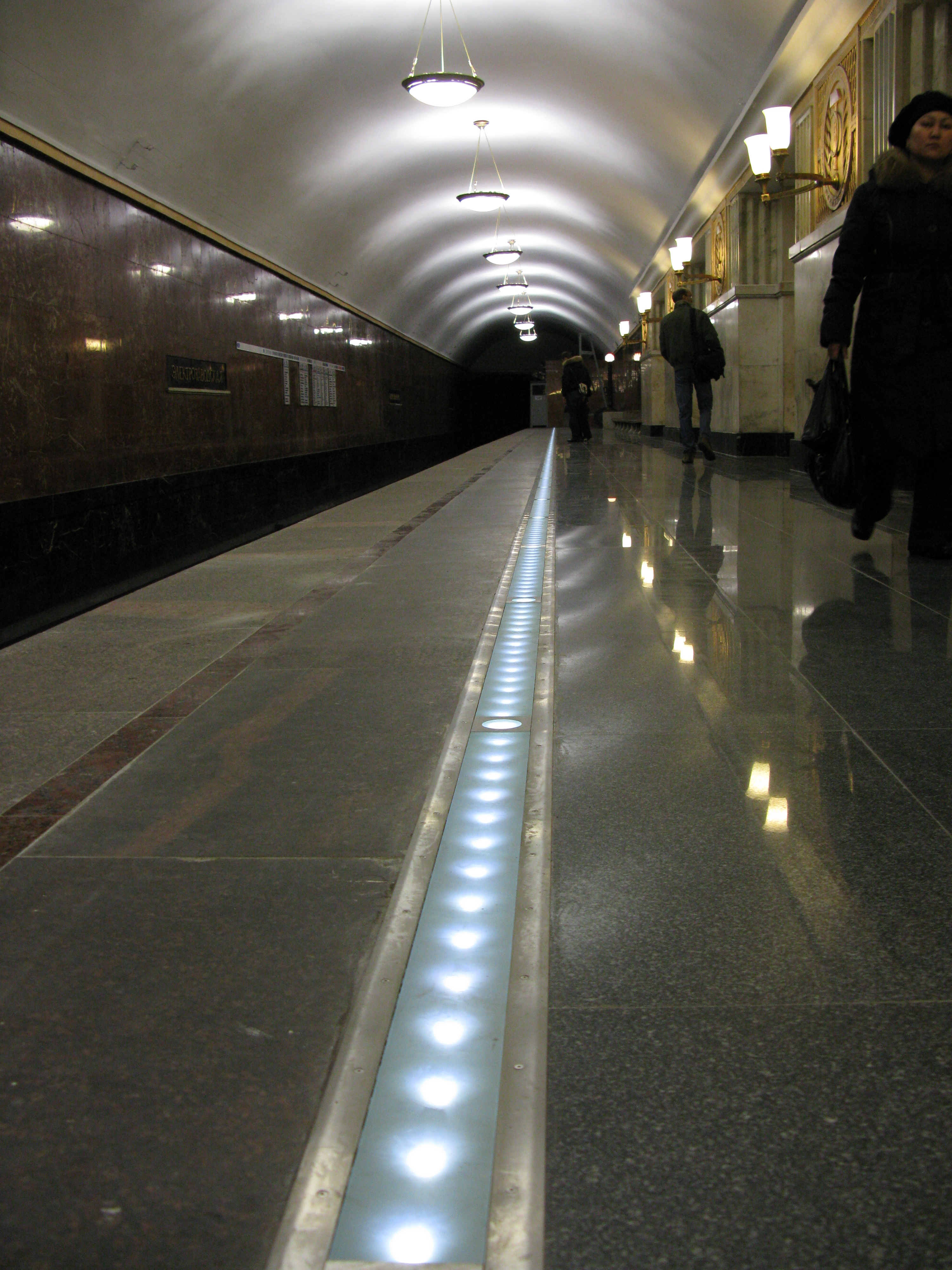
Elektrozavodskaja

Elektrozavodskaja (ryska: Электрозаводская, "Elektriska fabriken"), är en tunnelbanestation på Arbatsko–Pokrovskaja-linjen i Moskvas tunnelbana. 
Stationen är en av de mer kända i Moskvas tunnelbana, berömd för sin inredning formgiven av arkitekten Vladimir Sjtjuko. Stationen är inredd efter temat el, inspirerat av den närliggande glödlampsfabriken Московскому электрозаводу им. Куйбышева (idag ett komplex bestående av tre anläggningar som tillverkar ett brett utbud av elektriska produkter). Sjtjuko fick idén att täcka innertaket med infällda runda lampor (av vilka det fanns 318 stycken). Andra världskriget innebar ett avbrott i arbetet med stationen. 1943, efter Sjtjukos bortgång, återupptogs byggandet av stationen och nu fick stationen ett tilläggstema om kampen på hemmafronten, vilket understryks av 12 basreliefer i marmor på pylonerna. Resten av stationen går i klassisk 1930-talsstil, pylonerna är klädda i marmor, med lampetter och förgyllda galler med hammaren och skäran.
Stationen har en sexkantig vestibul med kupoltak, i hörnen finns nischer med basreliefer av några av elektricitetens pionjärer, William Gilbert, Benjamin Franklin, Michail Lomonosov, Michael Faraday, Pavel Jablotjkov och Aleksandr Popov.